# دانيل روزا
دانيل روزا (بالمجرية: Rózsa Dániel)‏ هو لاعب كرة قدم مجري في مركز حراسة المرمى، ولد في 24 نوفمبر 1984 في زومباثلي في المجر. شارك مع منتخب المجر لكرة القدم. أما مع النوادي، فقد لعب مع زومباثلي هالاداس ‏.

## وصلات خارجية
- دانيل روزا على موقع قاعدة بيانات كرة القدم.إي يو (الإنجليزية)
- دانيل روزا على موقع ناشيونال فوتبول تيمز (الإنجليزية)
- دانيل روزا على موقع Soccerway.com (الإنجليزية)